# 주훈
주훈(1973년 3월 14일~ )은 대한민국의 전직 프로게임단 감독이자 전직 게임 해설자이다. SK텔레콤 T1의 초대 감독이이며, 프로리그

## 개요
2001년 임요환의 매니저로서 활동하였으며 2002년 후반기 동양 오리온 프로게임단을 창단, 감독으로 활동하였다.
2003년 온게임넷 KTF EVER 프로리그 우승과 더불어 2004년MBC게임 LG IBM 팀리그등 양대 팀리그 우승을 차지하였다.
2006년까지 총 7차례의 우승컵과 2차례의 준우승을 기록, 스타크래프트 역사상 가장 많은 우승을 일궈냈다.
2006년 SKY 후기리그부터 2007년 신한은행 프로리그 전기/ 후기 리그 3시즌 동안 포스트 시즌 진출 실패하였다.
2008년 성적 부진으로 감독자리를 사임했으며, 온게임넷 해설가로 잠시 활동하였다. 해설직에서 물러난 이후 개인사업을 잠시 하였었다.
2011년 협회가 위탁운영을 결정한 제8게임단의 감독으로 선임되었다.
2012년 5월 8게임단의 창단을 위해 감독직을 한상용에게 내주고 운영팀장으로 보직을 바꿨다.
2013년 7월 팀이 창단되었음에도 불구하고, 모습을 보이지 않아 사실상 감독직을 사임한 것으로 보인다.
현재는 최근에 창설된 2스포츠 아카데미의 원장을 맡고 있다.

## 팀 단위 경력
- 2003년 온게임넷 KTF EVER컵 프로리그 우승
- 2004년 LG IBM MBC게임 팀리그 우승
- 2004년 SKY 프로리그 2004 1Round 준우승
- 2004년 투싼배 MBC게임 팀리그 우승
- 2005년 SKY 프로리그 2005 전기리그 우승
- 2006년 SKY 프로리그 2005 후기리그 우승
- 2006년 SKY 프로리그 2005 그랜드파이널 우승
- 2006년 SKY 프로리그 2006 전기리그 우승
- 2006년 SKY 프로리그 2006 그랜드파이널 준우승

## 수상 내역
- 2003년 KTF EVER 온게임넷 프로리그 2003 감독상
- 2005년 SKY 프로리그 2005 전기리그, 후기리그 감독상
- 2006년 제1회 대한민국 e스포츠대상 감독상
- 2006년 SKY 프로리그 2006 전기리그 감독상

| 이전 - | 제1대 SK텔레콤 T1 감독 주훈 2002 ~ 2008 | 다음 박용운 |

| 이전 - | 제1대 제8프로게임단 감독 주훈 2011~2012 | 다음 한상용 |